# Kuřimské Jestřabí
Kuřimské Jestřabí je obec v okrese Brno-venkov v Jihomoravském kraji. Rozkládá se v Křižanovské vrchovině, přibližně 8 kilometrů západně od Tišnova. Žije zde 181 obyvatel. Součástí obce je také osada Blahoňov.
Na západ od obce se nachází kopec Mlýnský vrch (435 m n. m.).

## Historie
První písemná zmínka o obci pochází z roku 1390.
K 1. lednu 2005 byla obec Kuřimské Jestřabí společně s dalšími 23 obcemi převedena z okresu Žďár nad Sázavou (Kraj Vysočina) do okresu Brno-venkov (Jihomoravský kraj).

## Obyvatelstvo
| Rok            | 1869 | 1880 | 1890 | 1900 | 1910 | 1921 | 1930 | 1950 | 1961 | 1970 | 1980 | 1991 | 2001 | 2011 | 2021 |
| -------------- | ---- | ---- | ---- | ---- | ---- | ---- | ---- | ---- | ---- | ---- | ---- | ---- | ---- | ---- | ---- |
| Počet obyvatel | 261  | 297  | 272  | 269  | 278  | 259  | 280  | 231  | 232  | 225  | 180  | 153  | 127  | 149  | 190  |
| Počet domů     | 38   | 41   | 41   | 43   | 46   | 49   | 53   | 55   | 54   | 59   | 49   | 61   | 63   | 65   | 78   |

Vývoj počtu obyvatel obce Kuřimské Jestřabí
| Rok            | 1869 | 1880 | 1890 | 1900 | 1910 | 1921 | 1930 | 1950 | 1961 | 1970 | 1980 | 1991 | 2001 | 2011 | 2021 |
| -------------- | ---- | ---- | ---- | ---- | ---- | ---- | ---- | ---- | ---- | ---- | ---- | ---- | ---- | ---- | ---- |
| Počet obyvatel | 238  | 273  | 247  | 241  | 246  | 225  | 253  | 207  | 212  | 203  | 168  | 143  | 121  | 141  | 179  |
| Počet domů     | 34   | 37   | 37   | 39   | 41   | 44   | 48   | 50   | 49   | 54   | 45   | 56   | 57   | 60   | 74   |

Vývoj počtu obyvatel části obce Kuřimské Jestřabí

## Pamětihodnosti
- Klasicistní kaple z 19. století se soškou sv. Floriána nad vchodem
- Dřevěný vyřezávaný krucifix z roku 1921

## Galerie

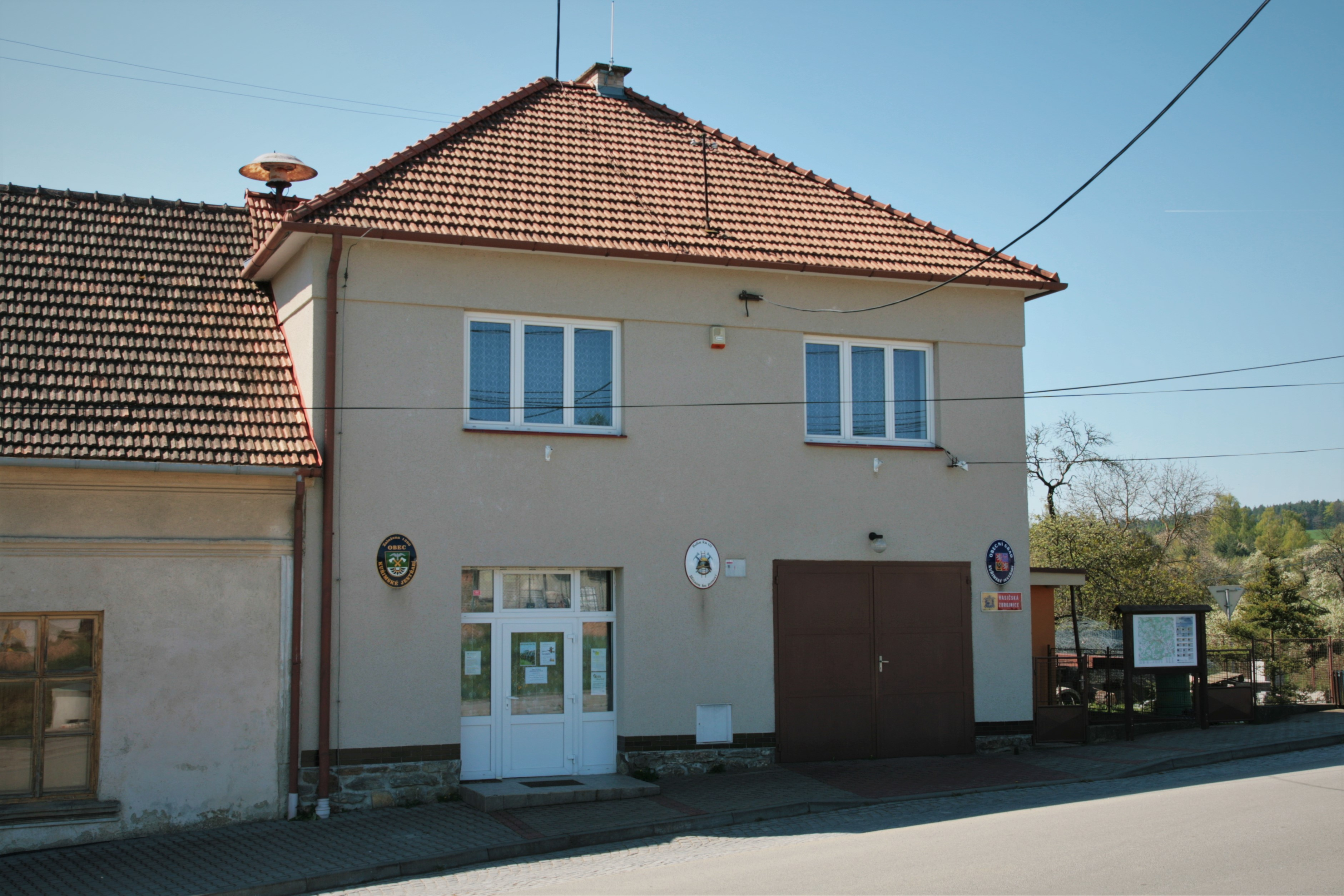
Obecní úřad a hasičská zbrojnice
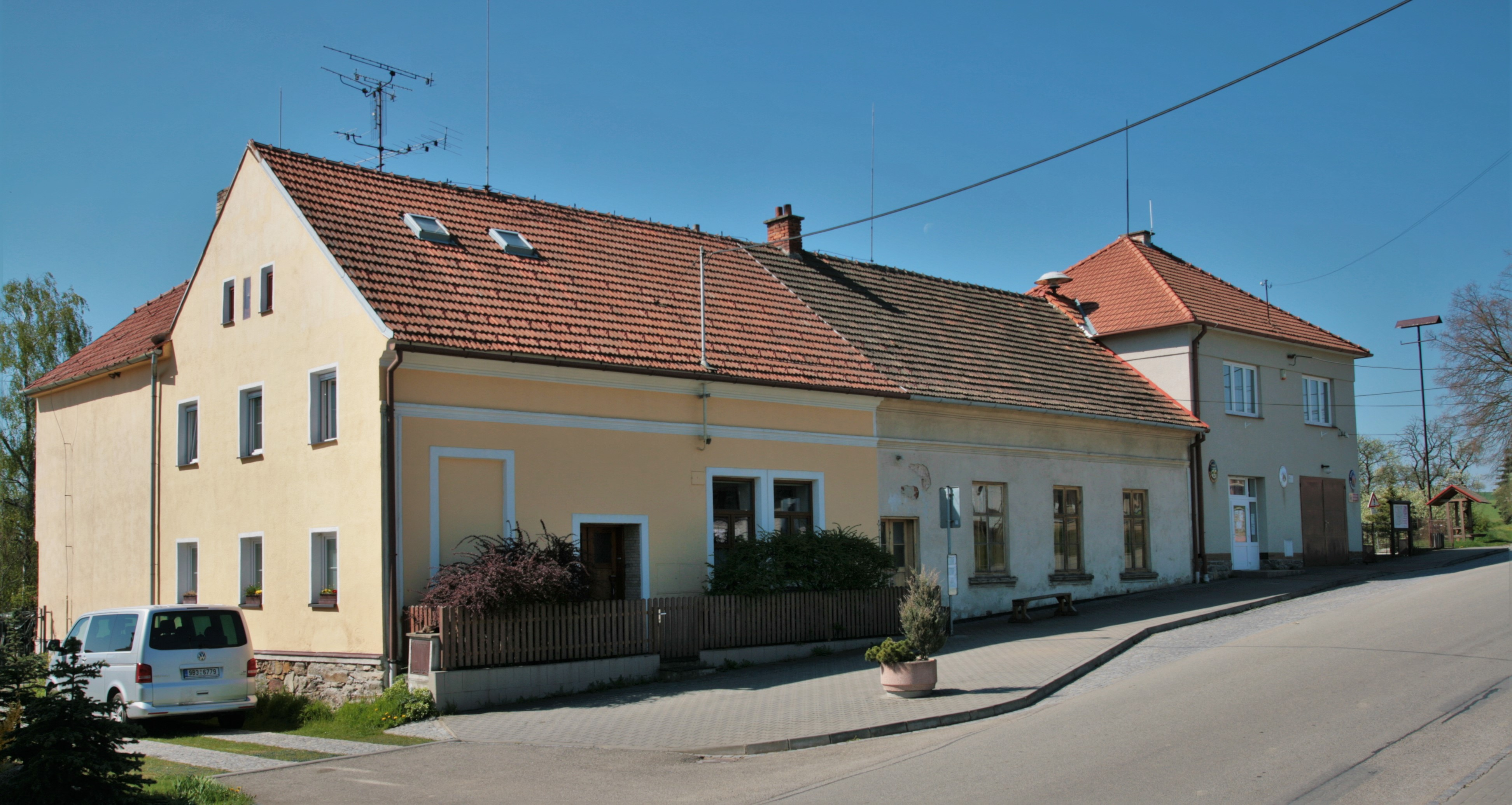
Domy v západní části
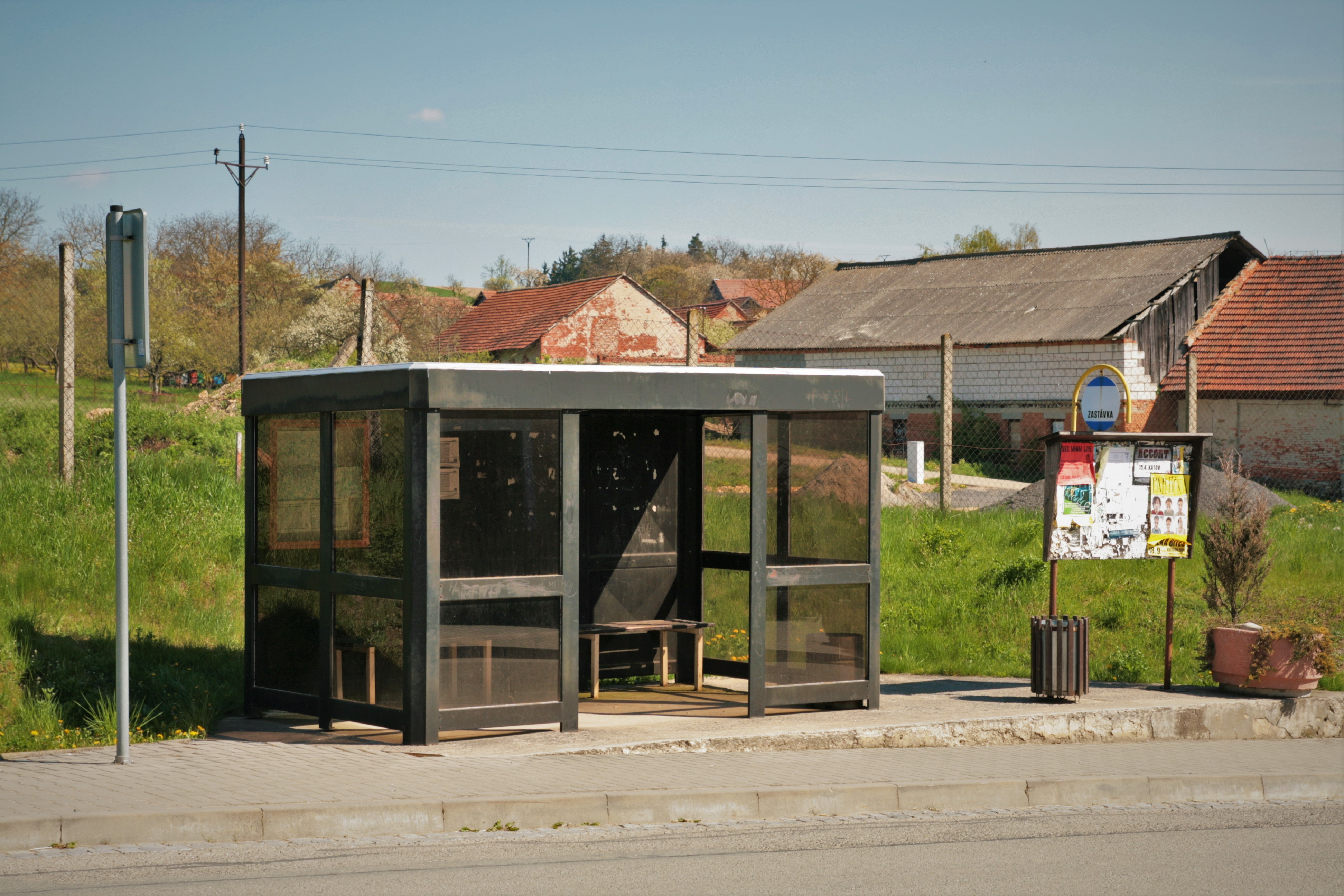
Autobusová zastávka
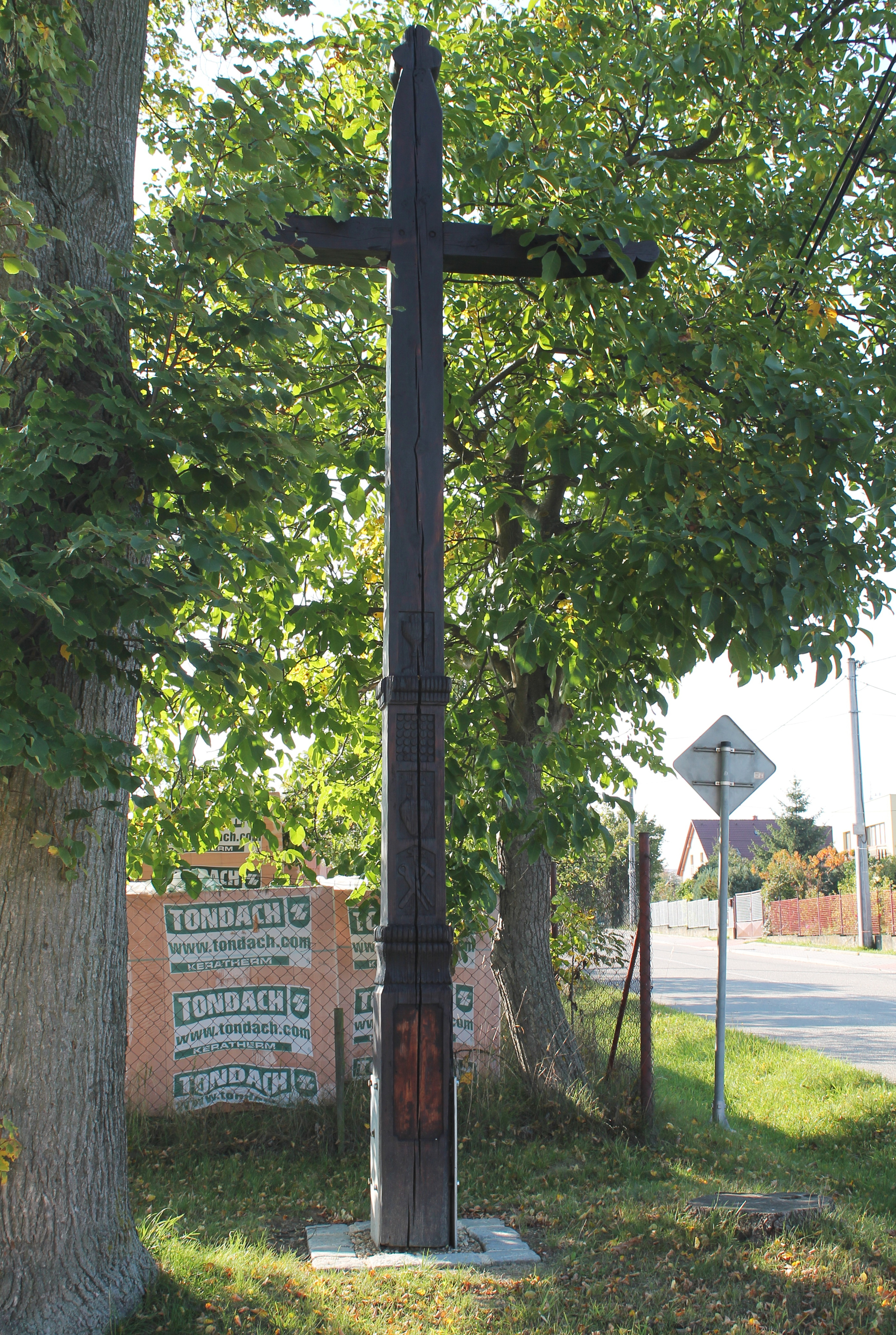
Dřevěný kříž